# Christensonella acicularis
Christensonella acicularis là một loài thực vật có hoa trong họ Lan. Loài này được (Herb. ex Lindl.) Szlach., Mytnik, Górniak & Smiszek mô tả khoa học đầu tiên năm 2006.